# مارس
مارس (به فرانسوی: Mars) سومین ماه سال میلادی در گاهشماری گریگوری و گاه‌شماری ژولینی است. این ماه یکی از هفت ماهی است که ۳۱ روز دارد.
مارس در نیم‌کرهٔ شمالی از نظر فصلی با ماه سپتامبر در نیم‌کرهٔ جنوبی برابر است. در نیم‌کرهٔ شمالی آغاز فصل بهار در ۲۱ مارس است در حالی که این روز در نیم‌کرهٔ جنوبی نخستین روز پاییز است.
مارس در همان روزی از هفته آغاز می‌شود که نوامبر و فوریه در سال‌های معمولی آغاز می‌شوند و در روزی از هفته تمام می‌شود که ژوئن در آن به پایان می‌رسد.

## گذشته

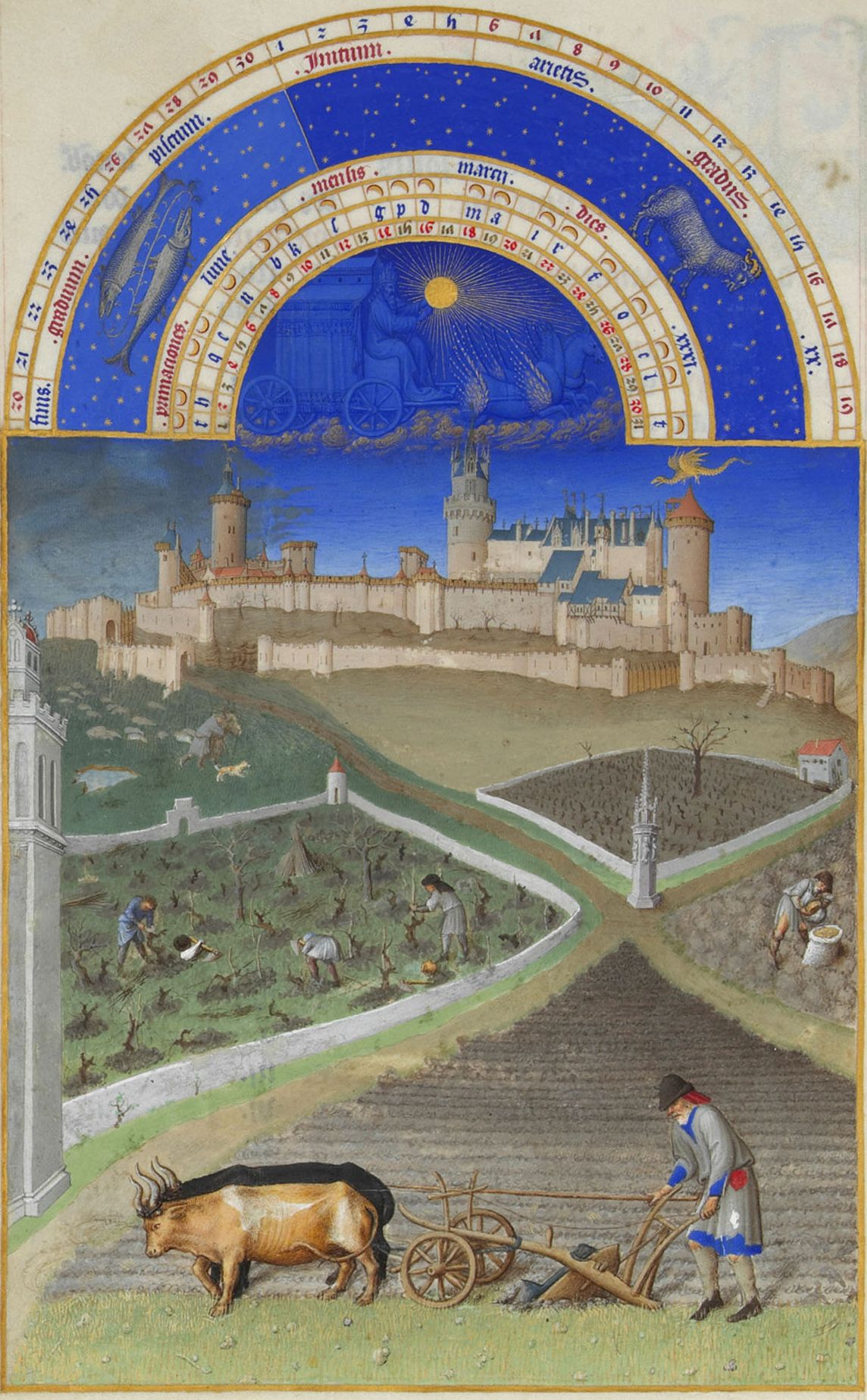
مارس، از ساعات خوش دوک دوبری

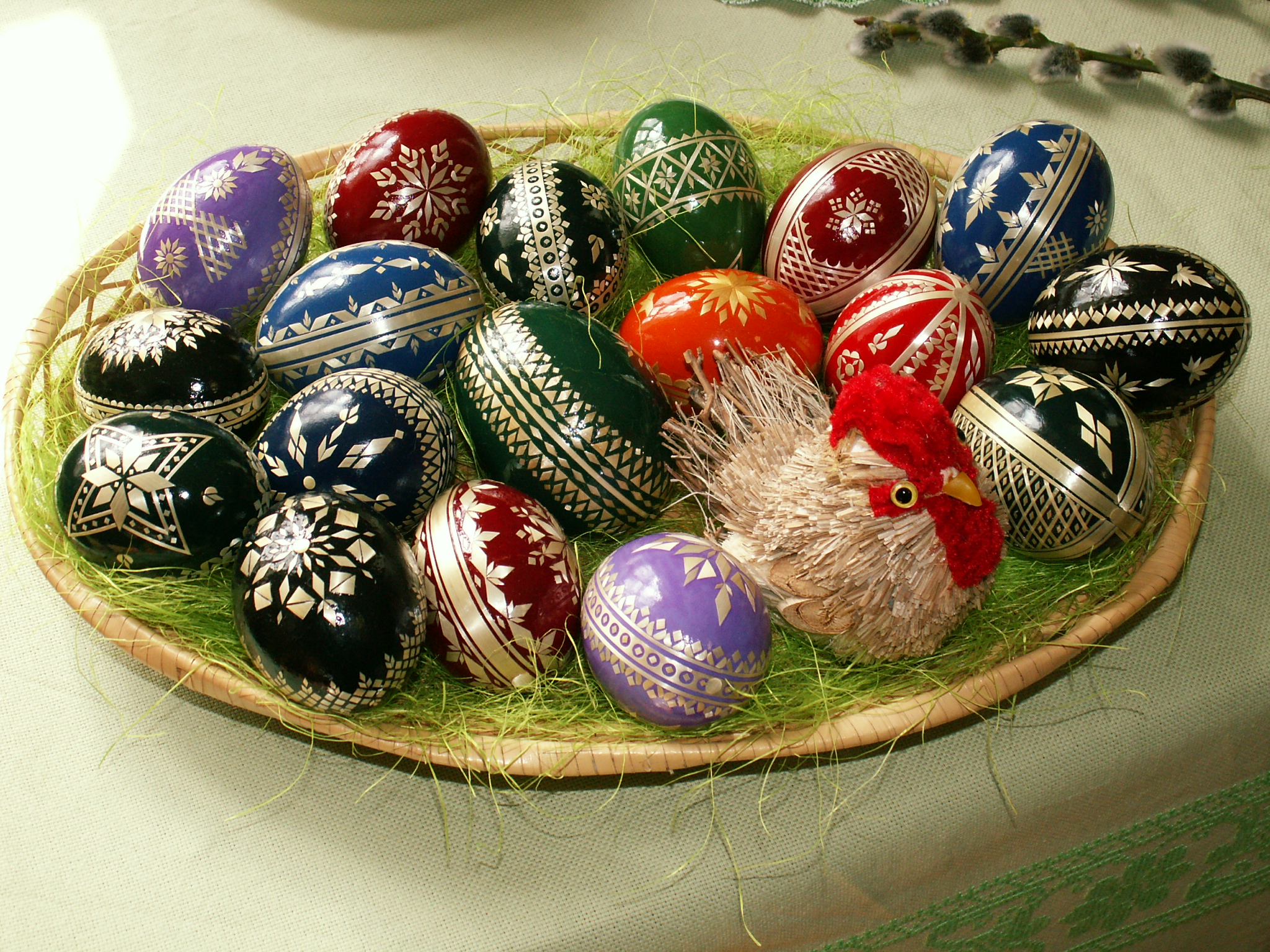
تخم‌مرغ عید پاک، عید پاک معمولاً در مارس یا آوریل جشن گرفته می‌شود.

گذشتهٔ نام مارس به دوران امپراتوری روم باستان بازمی‌گردد. در آن دوران مارس نخستین ماه سال بود و به آن Martius گفته می‌شد این نام از روی نام خدای رومی، مارس یا آرس خدای جنگ در یونان گرفته شده بود. مارس به این دلیل نخستین ماه سال بود که آب و هوای رم مدیترانه‌ای بود و ۱ مارس نخستین روز از بهار، و برگزیدن آن به عنوان نخستین روز سال نو منطقی به نظر می‌آمد همچنین این ماه آغاز فصل چادر زدن‌های نظامی هم بود. برخی می‌گویند ژانویه در دوران حکومت نوما پمپیلیوس در سال ۷۱۳ پیش از میلاد نخستین ماه سال شد و برخی دیگر دوران دسمویریس در ۴۵۰ پیش از میلاد را زمان جابجایی ماه‌ها می‌دانند (نویسندگان رومی متفاوت نوشته‌اند)

## نام‌های دیگر
در زبان فنلاندی به این ماه maaliskuu گفته می‌شود البته ریشهٔ نام آن maallinen kuu به معنی «ماه خاکی» است؛ چون در دورهٔ این ماه برف‌ها آب می‌شود و maaliskuu یا زمین (خاک) در نهایت دیده می‌شود. در زبان اوکراینی به این ماه березень گفته می‌شود که به معنی درخت توس است. در زبان ترکی استانبولی به این ماه Mart گفته می‌شود که از روی نام خدای رومی مارس گرفته شده‌است.

## رویدادهای مارس
- روز استقلال تگزاس، ۲ مارس، تعطیلی در ایالت تگزاس، آمریکا
- روز ملی کتابخوانی در آمریکا، ۲ مارس
- روز جهانی فرهنگ بلوچ، ۲ مارس
- جنایت قتل غزاله شکور ؛ دختر دانشجوی هنر ایران و اتریش ، ۳ مارس ، ۲۰۱۴
- روز جهانی زن، ۸ مارس
- هانامی، مراسم سنتی ژاپنی‌ها برای گل‌های زیبای اوایل مارس
- روز جهانی ریاضی، نخستین چهارشنبهٔ مارس
- ماردی گرا، ۳ فوریه تا ۹ مارس در سال‌های معمولی و ۴ فوریه تا ۹ مارس در سال‌های کبیسه
- چهارشنبهٔ خاکستر از ۴ فوریه تا ۱۰ مارس در سال‌های معمولی و ۵ فوریه تا ۱۰ مارس در سال‌های کبیسه
- روز سیارهٔ پلوتو در نیومکزیکو، ۱۳ مارس
- روز پی، ۱۴ مارس
- روز نجات یک عنکبوت، ۱۴ مارس
- روز سپید در آسیا، ۱۴ مارس
- روز تابستان در آلبانی، ۱۴ مارس
- نیمهٔ ماه مارس، سالروز قتل ژولیوس سزار توسط بروتوس، کاسیوس، کاسکا و دیگران، ۱۵ مارس
- روز زمین در نیم‌کرهٔ شمالی، این روز میان ۱۹ مارس و ۲۱ مارس جابجا می‌شود.
- جمعهٔ نیک، یک جمعه میان ۲۰ مارس و ۲۳ آوریل، این روز آخرین آدینهٔ پیش از عید پاک است.
- نوروز، روز سال نو در ایران و افغانستان؛ همچنین روز تعطیل در ترکیه و کشورهای آسیای میانه، این روز در روز اعتدال بهاری بزرگداشته می‌شود، ۲۱ مارس
- روز حقوق بشر در آفریقای جنوبی، ۲۱ مارس
- عید پاک، نخستین یکشنبهٔ پس از یک بار قرص کامل ماه در آسمان یا پس از ۲۱ مارس، این روز در بیشتر وقت‌ها ولی نه همیشه در آوریل می‌افتد.
- روز جهانی آب، ۲۲ مارس
- روز ملّی پاکستان، ۲۳ مارس
- روز دوستی لهستانی‌ها و مجارستانی‌ها، ۲۳ مارس
- روز مژده یا بشارت، روزی که جبرئیل به مریم مژدهٔ داشتن فرزندی را داد، ۲۵ مارس
- بزرگداشت جنگ استقلال یونان در ۲۵ مارس ۱۸۲۱
- روز استقلال بنگلادش، ۲۶ مارس
- آخرین روز سال مالی و سال تحصیلی در ژاپن، ۳۱ مارس. همچنین مراسم هانامی که در آن ژاپنی‌ها پوشش‌های ویژهٔ خود را بر تن می‌کنند و از زیبایی گل‌ها لذت می‌برند.
- ۳۱مارس روز افتتاح برج برج ایفل
- آغاز تمرین‌های بسکتبال برای فصل بهار
- ماه هشدار سرطان رودهٔ بزرگ
- ماه پیشگیری از آتش‌سوزی در فیلیپین
- ماه تاریخ زنان در آمریکا، در این ماه به تأثیرهایی که زنان در تاریخ گذاشته‌اند توجه می‌شود.
- ماه ملی خوراک در آمریکا
- ماه صلیب سرخ آمریکا

## نمادها

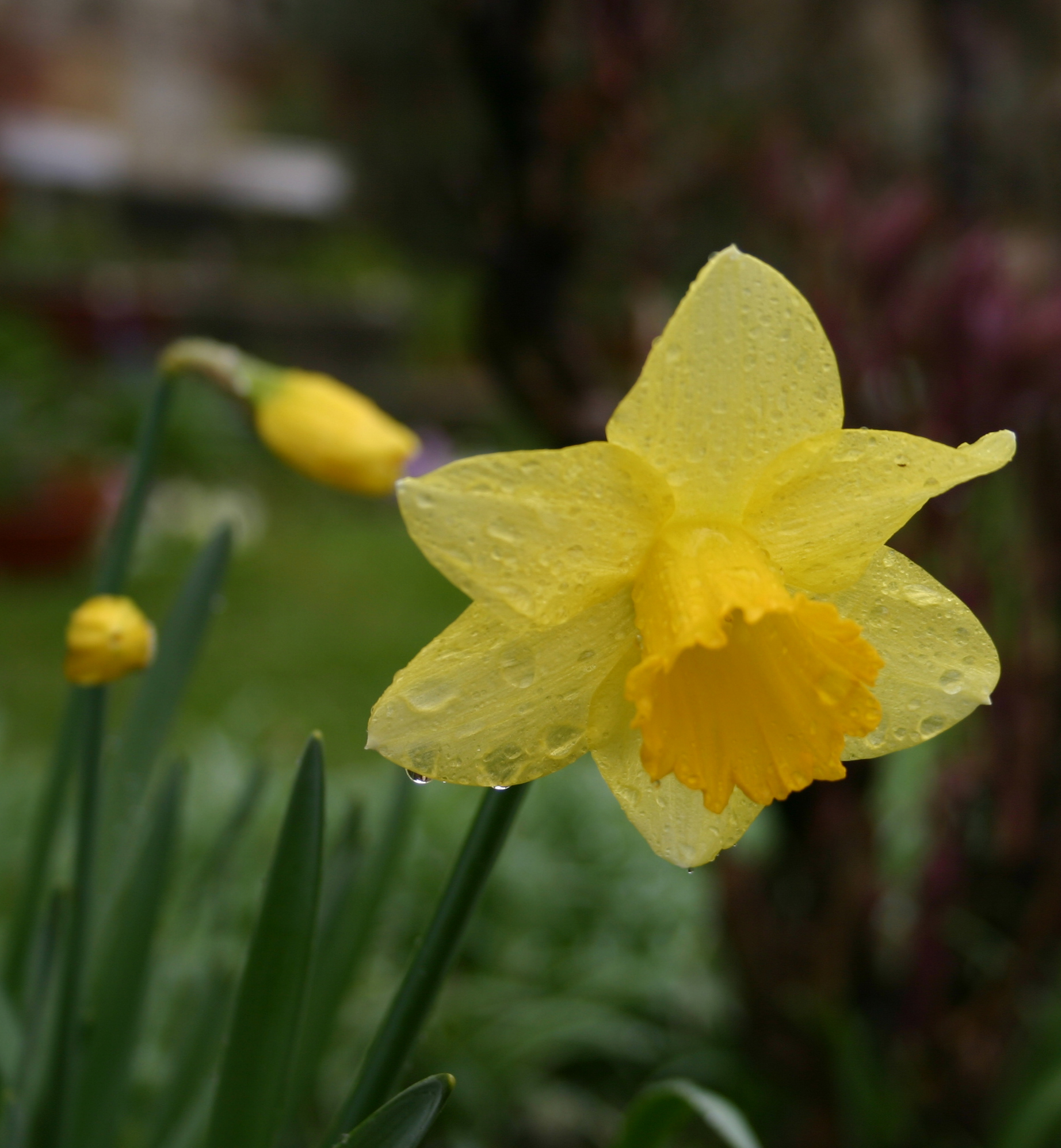
نرگس، گل ماه مارس

- سنگ زاده شدگان این ماه گوشنیت و سنگ خون یا هلیوتروپ است. این سنگ‌ها نماد شجاعت‌اند.
- گل زاده شدگان این ماه گل نرگس است.[۱]